# Anton Löw

Löw nach einer Radierung von Ferdinand Schmutzer

Anton Löw (* 20. Oktober 1847 in Pressburg, Königreich Ungarn; † 14. September 1907 in Wien) war Mediziner, Sanatoriumsgründer, Wohlfahrtsförderer sowie Kunstsammler.

## Leben
Anton Löw (Loew) wurde 1847 im damals ungarischen Pozsony in eine jüdische Familie geboren. Er besuchte in Wien das Akademische Gymnasium und studierte Medizin, promovierte 1871 und übernahm 1874 von seinem Vater Heinrich Löw das zum Dianabad gehörige Sanatorium Löw (2., Obere Donaustraße 81, heute 83). Diese Privatheilanstalt verlegte er 1882 als „Wiener Sanatorium Dr. Anton Löw“ in den 9. Bezirk und vergrößerte sie erheblich (Mariannengasse 20). Um 1880 erwarb Anton Löw auch das Sanatorium Purkersdorf, das er als Wasserheilanstalt betrieb, jedoch nach wenigen Jahren wieder verkaufte.
Am 19. April 1874 heiratete Löw im Stadttempel Sophie Franziska Unger († 1933). Anlässlich der Taufe der am 16. November 1883 geborenen Tochter Gertrud ließen sich er und seine Frau am 22. Dezember 1883 ebenfalls in der Pfarre Votivkirche taufen. Die gemeinsame Tochter Gertrud Löw wurde 1883 geboren; ein Sohn verstarb sehr jung. Seine Frau arbeitete in der Verwaltung des Sanatoriums mit. Mit der Familie bewohnte er ein Palais in der Pelikangasse 5–7 im 9. Bezirk, neben dem Sanatorium. Es war für seine Kunstsammlung mit Werken z. B. von Gustav Klimt oder Ferdinand Georg Waldmüller bekannt.

## Medizinische Laufbahn
Das Sanatorium Löw war in Wien das erste Privatsanatorium für chirurgisch zu behandelnde Erkrankungen, später wurden Innere Erkrankungen und Geburtshilfe als Behandlungsfelder ergänzt. Neu war es, eigene OP-Säle einzurichten und diese antiseptisch und hygienisch zu gestalten, zum Beispiel, indem Möbel verbannt und Wände und Boden abwaschbar beschichtet wurden. Das Sanatorium war unter anderem für die 1906 errichtete moderne Entbindungsanstalt in der dazugehörigen Frauenheilanstalt bekannt. Diese war z. B. als fortschrittliches Zeichen komplett mit bleifreien Farben gestrichen worden.
Obwohl das Sanatorium Löw dafür bekannt wurde, die Haute Volee von Wien zu behandeln und einige bekannte Künstler dort verstarben, ermöglichte Löw auch die kostenlose Behandlung mittelloser Kranker. Besonders hervorzuheben sind sein Interesse an der Gestaltung des modernen Krankenhauswesens sowie der freiwilligen Krankenpflege und der Wohlfahrt zur Prävention von Infektionskrankheiten wie der Tuberkulose. Er war in zahlreichen Organisationen ehrenamtlich engagiert, u. a. als Vizepräsident des Österreichischen Patriotischen Hilfsvereins Niederösterreich, als Vizepräsident des Landeshilfsvereins vom Roten Kreuz, Exekutivkomiteesmitglied und Sanitätschef der Österreichischen Gesellschaft vom Roten Kreuz, Gründer des Hauses der Gesellschaft der Ärzte in Wien, Gründer und Vizepräsident von „Viribus Unitis“, einem Hilfsverein für Lungenkranke, sowie der Zentralstelle für Tuberkulosebekämpfung in Österreich und organisierte den Kinderhilfstag zugunsten der Lungenheilstätten, für den er einen Jahrmarkt auf der Wiener Ringstraße veranstaltete. Mit Theodor Billroth und dem Wiener Bürgermeister Johann Nepomuk Prix plante er die Gründung des Wiener Samariterbundes, was jedoch durch deren Tod vereitelt wurde.
1905 wandelte er das Sanatorium in eine Aktiengesellschaft um. Nach seinem Tod wurde seine Tochter Gertrud Eisler von Terramare geb. Löw Hauptgesellschafterin. 1938 musste das Sanatorium nach der Machtübernahme durch das NS-Regime geschlossen werden. Das Hauptgebäude in der Mariannengasse existiert noch und steht seit vielen Jahren leer. Das Gebäude für Frauenheilkunde Ecke Pelikan-/Lazarettgasse gehört heute zur Wiener Privatklinik.
Anton Löw wurde mit dem Komturkreuz des Franz-Joseph-Ordens und dem Orden der Eisernen Krone III. Klasse ausgezeichnet. Seine Grabstätte befindet sich auf dem Wiener Zentralfriedhof (Tor 2, Gruppe 42C, Reihe 4, Nr. 31).